# Monedele euro grecești
Euro (simbol EUR sau €) este moneda comună pentru majoritatea țărilor europene, care fac parte din Uniunea Europeană. Moneda Euro are două fețe diferite, una comună (fața "europeană", arătând valoarea monedei) și una națională ce conține un desen ales de către statul membru UE în care este emisă moneda. Fiecare stat are unul sau mai multe desene proprii. 
Pentru imagini cu fața comună și descrieri detaliate ale monedelor, vezi Monede euro.
Monedele Euro grecești conțin desene diferite pentru fiecare dintre cele opt valori. Toate au fost desenate de Georgios Stamatopoulos, cele mici ilustrând corăbii grecești, cele medii reprezentând personalități celebre din istoria greacă și cele două mari redând două exemple ale istoriei și mitologiei grecești. Toate desenele au cele 12 stele ale UE și anul emiterii. Unic pentru fața națională a monedelor grecești este faptul că valoarea nominală este inscripționată în alfabetul grec. Centul este numit lepton (λεπτο, pl. λεπτα) în greacă, spre deosebire de alte limbi care au împrumutat cuvântul cent.
| 0,01 €                                                                                      | 0,02 €                                                      | 0,05 €                                                                         |
| ------------------------------------------------------------------------------------------- | ----------------------------------------------------------- | ------------------------------------------------------------------------------ |
|                                                                                             |                                                             |                                                                                |
| O triremă ateniană din secolul al V-lea î.Hr.                                               | O corvetă (sau dromon) de la începutul secolului al XIX-lea | O navă cisternă, simbol al spiritului inovator                                 |
| 0,10 €                                                                                      | 0,20 €                                                      | 0,50 €                                                                         |
|                                                                                             |                                                             |                                                                                |
| Rigas Velestinlis-Fereos (1757-1798), poet grec                                             | Ioannis Kapodistrias (1776- 1831), om de stat grec          | Eleftherios Venizelos (1864- 1936), politician grec                            |
| 1,00 €                                                                                      | 2,00 €                                                      | Marginea monedei de 2 €                                                        |
|                                                                                             |                                                             | Pe marginea monedei apare inscripția „ΕΛΛΗΝΙΚΗ ΔΗΜΟΚΡΑΤΙΑ *” (Republica Elenă) |
| Imagine din secolul al V-lea î.Hr. a monedei de 1 drahmă din Atena (o monedă într-o monedă) | Răpirea Europei de către Zeus în formă de taur              |                                                                                |